# Elecciones estatales de Tamaulipas de 1980
Las Elecciones estatales de Tamaulipas de 1980 se llevaron a cabo el domingo 7 de diciembre de 1980 y en ellas se renovaron los siguientes cargos de elección popular en el estado mexicano de Tamaulipas:
- Gobernador de Tamaulipas. Titular del poder ejecutivo del estado, electo para un periodo de seis años no reelegibles en ningún caso. El candidato electo fue Emilio Martínez Manautou.
- 43 ayuntamientos. Compuestos por un presidente municipal y regidores, electos para un periodo de tres años no reelegibles para el periodo inmediato.
- 18 diputados al Congreso del Estado. Electos por mayoría relativa de cada uno de los distritos electorales y 4 de representación proporcional.

Gobernador
|  | 87.39 % |

|  | 4.15 % |

|  | 1.51 % |

|  | 1.18 % |

|  | 1.08 % |

|  | 0.62 % |

|  | 0.36 % |

|  | 2.88 % |

|  | 0.82 % |

|  | 100.00 % |

### Ayuntamientos
| Partido | Partido                                     | Municipios |
| ------- | ------------------------------------------- | ---------- |
|         | Partido Revolucionario Institucional        | 42         |
|         | Partido Auténtico de la Revolución Mexicana | 1          |

| Municipio          | Partido | Alcalde (1981-1983)                |
| ------------------ | ------- | ---------------------------------- |
| Abasolo            |         | Refugio Torres Ramírez             |
| Aldama             |         | Baltazar Leal Villarreal           |
| Altamira           |         | Abad Flores Álvarez                |
| Antiguo Morelos    |         | Margarito López Turrubiates        |
| Burgos             |         | Jesús Galvan Galvan                |
| Bustamante         |         | Claudio Verber Álvarez             |
| Camargo            |         | Lorenzo Ramírez Díaz               |
| Casas              |         | Pantaleón Martínez                 |
| Ciudad Madero      |         | Erasmo González Martínez           |
| Cruillas           |         | Desconocido                        |
| Gómez Farías       |         | Anastacio Rodríguez Copado         |
| González           |         | Diego Padrón Castro                |
| Güémez             |         | Fortunato Sánchez                  |
| Guerrero           |         | Roberto Guadalupe González Cuellar |
| Gustavo Díaz Ordaz |         | Cecilio Carlos Martínez Calderón   |
| Hidalgo            |         | Cenón Guerrero González            |
| Jaumave            |         | Hipólito Martínez Coronado         |
| Jiménez            |         | Salvador Garza Quintana            |
| Llera              |         | Tomás Rico Ibarra                  |
| Mainero            |         | Lázaro Barrera Sánchez             |
| Mante              |         | Lauro Saavedra García              |
| Matamoros          |         | Jorge Cárdenas González            |
| Méndez             |         | Ernesto Rodríguez Garza            |
| Mier               |         | Roberto González Guajardo          |
| Miguel Alemán      |         | Amando Barrera García              |
| Miquihuana         |         | Fermín Jaramillo Torres            |
| Nuevo Laredo       |         | Jesús Cárdenas Duarte              |
| Nuevo Morelos      |         | Cliofas Torres Moreno              |
| Ocampo             |         | Silvestre Avalos Guerrero          |
| Padilla            |         | Jesús Nava Rodríguez               |
| Palmillas          |         | Germán Villanueva Sifuentes        |
| Reynosa            |         | Efraín Martínez Rendón             |
| Río Bravo          |         | Noé Garza Martínez                 |
| San Carlos         |         | Francisco Lucio López              |
| San Fernando       |         | Darío Pérez Barquiarena            |
| San Nicolás        |         | Javier González                    |
| Soto la Marina     |         | Gerardo Ramírez Alcalá             |
| Tampico            |         | Joaquín Contreras Cantú            |
| Tula               |         | Desconocido                        |
| Valle Hermoso      |         | Osbaldo Soberón Tijerina           |
| Victoria           |         | Raúl García García                 |
| Villagrán          |         | Elíseo Quiroz Ramírez              |
| Xicoténcatl        |         | Luis Enrique Rodríguez Sánchez     |

### Diputados al Congreso
| Partido                                                              | Partido | Mayoría relativa | Proporcional | Total |
| -------------------------------------------------------------------- | ------- | ---------------- | ------------ | ----- |
|                                                                      | PRI     | 13               | 1            | 14    |
|                                                                      | PARM    | 1                | 1            | 2     |
|                                                                      | PAN     | 0                | 1            | 1     |
|                                                                      | PST     | 0                | 1            | 1     |
| Fuente: Legislaturas del Congreso del Estado de Tamaulipas 1920-1998 |         |                  |              |       |